# Kemijoki
Kemijoki ili Kemi (šve. Kemi älv; sjeverni laponski: Giemajohka) je, sa duljinom od 550 km, najduža rijeka u Finskoj. Teče prema jugu kroz gradove Kemijärvi i Rovaniemi, da bi se kod grada Kemija ulila u Botnički zaljev.
U Rovaniemiju se pritok Ounasjoki spaja s Kemijokijem.
Prva hidroelektrana na Kemijokiju izgrađena je 1949. u Isohaari. Do sada je izgrađeno ukupno 15 elektrana. Tvornice su u vlasništvu Kemijoki Oy i Pohjolan Voima Oy. Godine 2003. elektrane su proizvele ukupno 4,3 TWh, što je bilo oko 34,5% ukupne proizvodnje hidroelektrane u Finskoj.